# Tucatinib
Tucatinib, vendido bajo la marca Tukysa, un medicamento utilizado para tratar el cáncer de mama HER2 positivo .  Concretamente se utiliza en casos localizados pero avanzados o que se han extendido a otras partes del cuerpo.  Se utiliza junto con capecitabina y trastuzumab cuando otros tratamientos no han funcionado.  Se toma por vía oral. 
Los efectos secundarios comunes incluyen diarrea, náuseas, cansancio, inflamación de la boca, problemas hepáticos y sarpullido.  Una erupción que puede ocurrir se conoce como eritrodisestesia palmar-plantar .  El uso durante el embarazo puede dañar al bebé.  Es un inhibidor de la tirosina quinasa del receptor 2 del factor de crecimiento epidérmico humano. 
Tucatinib fue aprobado para uso médico en los Estados Unidos y Australia en 2020,   y en Europa en 2021.  En Estados Unidos cuesta alrededor de 21.000 dólares al mes a partir de 2021. 